# 313 v. Chr.
Portal Geschichte | Portal Biografien | Aktuelle Ereignisse | Jahreskalender | Tagesartikel

◄ |
5. Jahrhundert v. Chr. |
4. Jahrhundert v. Chr. |
3. Jahrhundert v. Chr. |
►

◄ | 330er v. Chr. | 320er v. Chr. | 310er v. Chr. | 300er v. Chr. |
290er v. Chr. |
►

◄◄ | ◄ | 316 v. Chr. | 315 v. Chr. | 314 v. Chr. | 313 v. Chr. |
312 v. Chr. |
311 v. Chr. |
310 v. Chr. |
► |
►►

## Ereignisse

### Alexanderreich / Diadochenkriege

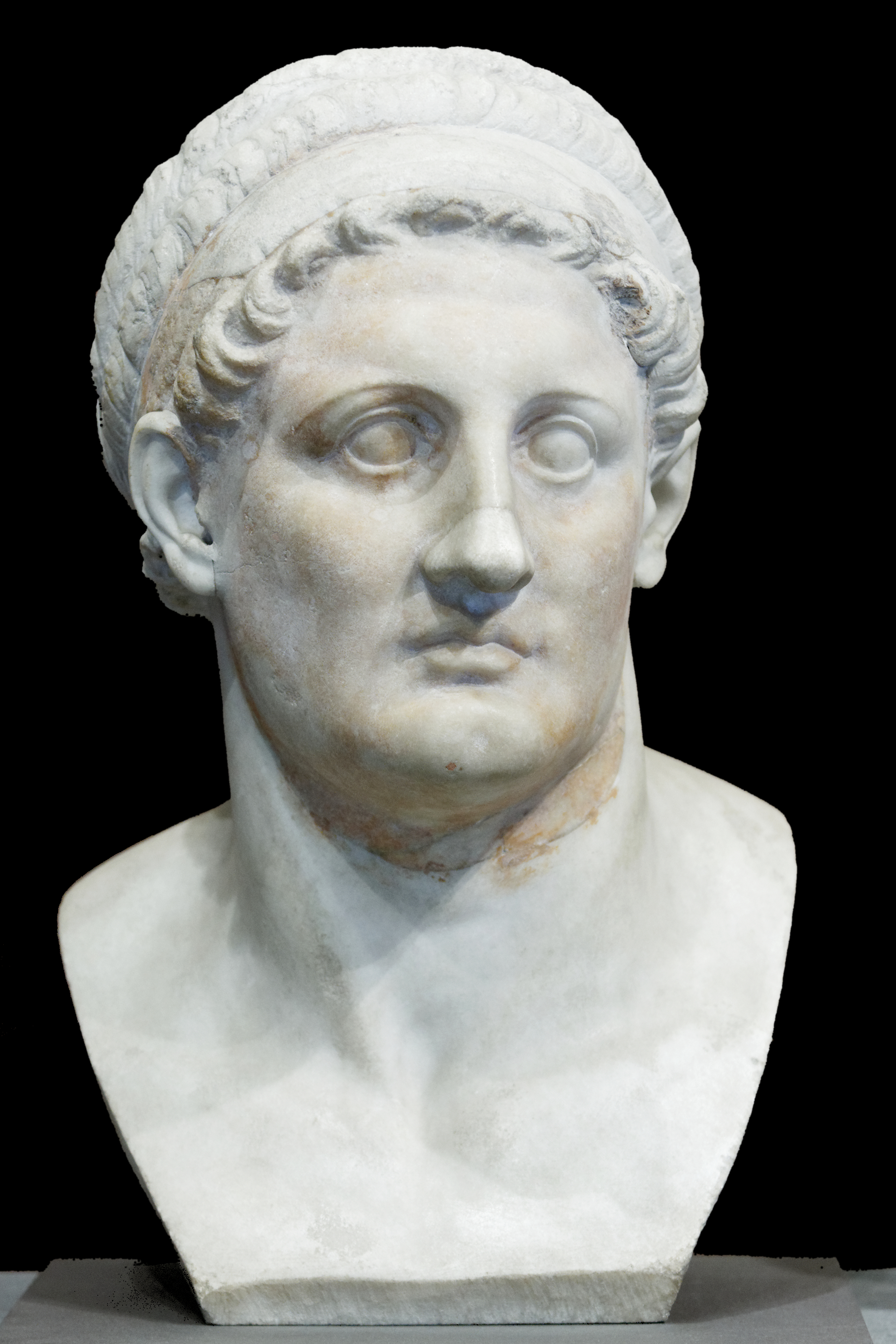
Büste des Ptolemaios

- Nach über einjähriger Belagerung erobert Antigonos I. Monophthalmos die Stadt Tyros von Ptolemaios I.
- Ptolemäus gelingt es, Zypern, wo sich Anhänger des Antigonos erhoben hatten, wieder unter seine Kontrolle zu bringen. Auch eine Rebellion in Kyrene schlägt Ptolemaios nieder.
- Während Antigonos I. die kleinasiatischen Griechenstädte gewinnt, machen seine Feldherren im griechischen Mutterland Fortschritte gegen Kassander: Die makedonischen Garnisonen in Chalkis und Oropos werden vertrieben, Athens Tyrann Demetrios von Phaleron, bislang Gefolgsmann Kassanders, wechselt daraufhin die Seiten, während die Truppen Antigonos’ in Böotien, Phokis und Lokris einmarschieren.
- Kassander geht gegen Epirus vor, wo sein Rivale Aiakides den Thron wiedergewonnen hatte. Aiakides fällt im Kampf gegen die Makedonier, neuer König von Epirus wird Alketas II.
- Demetrios I. Poliorketes wird von seinem Vater Antigonos I. Monophthalmos zum Strategen von Syrien und Koilesyrien ernannt.

### Römische Republik
- Die Römer gewinnen im Zweiten Samnitenkrieg die Städte Nola und Fregellae zurück. Eroberte Gebiete werden durch Festungen gesichert (Luceria, Saticula, Interamna, Suessa Aurunca, Caiatia, Sora).
- Die römische Lex Poetelia regelt Fragen der Schuldknechtschaft.

## Gestorben
- Aiakides, König der Molosser und Hegemon der Epiroten